# Sally Henriques
Salomon "Sally" Ruben Henriques (født 13. november 1815 i København, død 29. april 1886 sammesteds) var en dansk maler, bror til Nathan og Samuel Henriques, onkel til Marie Henriques, der også blev maler.
Hans forældre var vekselerer Ruben Henriques jun. (1771-1846) og Jeruchim (Jorika) født Melchior (1785-1857).
Efter at han i tre år havde været ved handelen, bestemte han sig i sit tyvende år for kunsten, begyndte på anbefaling af G.F. Hetsch at besøge Kunstakademiets skoler i 1836, blev 1837 elev af Modelskolen, og uddannede sig videre i J.L. Lunds og C.W. Eckersbergs private malerskoler. 
I årene 1840-41 og 1843-45 udstillede han på Charlottenborg Forårsudstilling mest arkitekturstykker, men også figurbilleder og portrætter. Hans senest udstillede arbejde Parti af Højbro Plads blev købt til Den Kongelige Malerisamling. Henriques var medstifter i 1842 af Kunstnerforeningen af 18. November.
Senere tog han borgerskab som malermester og lagde sig efter dekorationsmaleriet i Liepmann Fraenckels tapetfabrik, indtil han i 1849 efter sin broder Samuel overtog en antikvitetshandel. Snart efter giftede han sig med Rose Jacobsen (1830-1891), datter af glashandler Marcus Juda Jacobsen (1788-1864) og Hanne f. Goldschmidt (1790-1871). Sally Henriques døde den 29. april 1886. Han er begravet på Mosaisk Nordre Begravelsesplads.
Henriques' værker er siden blevet udstillet på Raadhusudstillingen i København 1901; Danske jødiske Kunstnere, København 1908; Kunstnerforeningen af 18. Novembers udstilling 1942, Thorvaldsens Museum 1992-93; De ukendte guldaldermalere, Kunstforeningen, København 1982; C.W. Eckersberg og hans elever, Statens Museum for Kunst, 1983 og Indenfor murene, Kunstforeningen, København 1984-85.

## Værker
- Landskab (1839, tidligere i Johan Hansens samling)
- Udsigt fra Holcks Bastion (1839, Københavns Museum, tidligere i Johan Hansens samling)
- Gården til Amagertorv 6 (Københavns Museum)
- Parti fra Dyvekes Gård på Amagertorv (udstillet 1840)
- Modelstudie af en matros (1840, Thorvaldsens Museum)
- En Amagerkone (udstillet 1841)
- En ung pige overrasker sin kæreste i færd med at skrive til hende (udstillet 1841)
- Den svenske kirke i Malmø (udstillet 1843)
- Parti af det indre af Sønderborg Kirke (udstillet 1844, solgt på Frederik VIIs auktion 1864)
- Parti fra Højbro Plads (1844, Statens Museum for Kunst, deponeret på Københavns Museum)

Portrætter:
- Miniaturemaleren Liepmann Fraenckel (1843, Det Nationalhistoriske Museum på Frederiksborg Slot)
- Desuden en del litografier

| - By- og landskaber af Sally Henriques - Udsigt fra Holcks Bastion, 1839 - Bag Matthias Hansens Gård ved Amagertorv, 1840 - Parti af Højbro Plads i København, 1844 - Amagertorv, uklar datering |

| - Portrætter - Portræt af en herre, 1840 - Kvinde foran et spejl, 1841 "En nøgen kvinde sætter sit hår foran et spejl" - Modelstudie af en matros, 1840 - Ruben Henriques (en), 1841 |